# Taron-Sadirac-Viellenave
Taron-Sadirac-Viellenave település Franciaországban, Pyrénées-Atlantiques megyében. Lakosainak száma 171 fő (2022. január 1.). Taron-Sadirac-Viellenave Baliracq-Maumusson, Burosse-Mendousse, Claracq, Garlin, Lannecaube, Mascaraàs-Haron, Mouhous és Ribarrouy községekkel határos.

## Népesség
A település népessége az elmúlt években az alábbi módon változott:
| Lakosok száma | 191  | 192  | 192  | 192  | 192  | 184  | 177  | 171  |
|               | 2013 | 2015 | 2017 | 2018 | 2019 | 2020 | 2021 | 2022 |